# Mohsen Foroughi
Mohsen Foroughi (14 mai 1907 - 6 octobre 1983), en persan: محسن فروغی , est un architecte iranien, disciple d'André Godard, francophile et l'un des fondateurs de l'architecture moderne en Iran d'inspiration nationale. Mohsen Foroughi fut également un des collectionneurs d'art antique proto-iranien, iranien et persan parmi les plus importants de son époque. Sa collection a été confisquée au moment de la révolution islamique de 1979 et se trouve désormais au musée national d'Iran de Téhéran. Mohsen Foroughi était doyen de la faculté des beaux-arts de l'université de Téhéran.

## Biographie
Mohsen Foroughi est le fils de l'homme politique Mohammad Ali Foroughi (1877-1943), diplomate érudit et ministre très proche de la cour des Pahlavi. Il reçoit une éducation soignée et francophile. Il termine ses études secondaires au lycée Janson-de-Sailly de Paris, puis poursuit ses études d'architecture à l'école des beaux-arts de Paris dont il sort diplômé en 1937 avec les honneurs du jury. Tout de suite à son retour en Iran, Mohsen Foroughi devient architecte d'État et proche de l'architecte et iranologue français André Godard (1881-1965). Avec Roland Dubrulle et Maxime Siroux, ils conçoivent la faculté d'architecture de l'université de Téhéran (construite en 1940 sous la direction de Godard qui en devient le doyen et Foroughi l'un des professeurs; plus tard il succédera à André Godard comme doyen). Leur architecture d'inspiration moderne et épurée s'inspire de l'architecture nationale antique, notamment de l'époque achéménide et l'utilisation d'iwans, le tout avec des matériaux solides modernes. Il collabore ainsi avec Siroux pendant de nombreuses années.
Nombre de ses réalisations sont aujourd'hui inscrites au patrimoine culturel de l'Iran. On lui doit par exemple la faculté de Droit de l'université de Téhéran, la Banque nationale de Téhéran (et des filiales en province), le ministère des Finances, et de nombreux édifices officiels ou privés à Téhéran, Tabriz, Chiraz ou encore Ispahan. Il construit ou restaure des édifices dans le cadre du Conseil des monuments nationaux d'Iran. Il est membre-correspondant de l'Académie des beaux-arts de Paris, dans les seize dernières années de sa vie
Il est aussi un collectionneur passionné, aussi bien de céramiques de l'âge du bronze que de vaisselle en argent ou or de l'époque achéménide, ou toute sorte d'objets et figurines de la Perse antique y compris les fameux bronzes du Loristan ou des sceaux sassanides. En effet l'Iran, après une longue période de latence s'ouvre à des fouilles archéologiques beaucoup plus poussées, notamment après la fin du monopole français  concernant les fouilles (en 1925) qui provoque l'arrivée de quantité d'archéologues étrangers et notamment américains et britanniques. La première exposition importante d'art antique persan se tient à Londres en 1931. Quelques décennies plus tard, Mohsen Forgouhi est l'un des collectionneurs privés les plus importants de son époque et les pièces de sa collection figurent dans de grandes expositions internationales, comme celle du Petit Palais à Paris (dont Roman Ghirshman et André Godard figurent au nombre des experts) à l'époque du ministère Malraux en octobre 1961-janvier 1961 et qui est intitulée 7000 d'art en Iran. Un grand nombre d'entre elles sont inédites et donnent lieu à des études particulières. Il fait don de certains objets au musée du Louvre. Sa maison - qui ressemblait à un petit musée - était ouverte aux érudits désireux d'en étudier les pièces.
Lorsque la régime du chah s'effondre, Foroughi est nommé pendant trois mois ministre de la Culture ; mais lorsque la révolution islamique s'installe, il est emprisonné par le nouveau régime le 1er avril 1979 et sa collection confisquée (elle se trouve aujourd'hui au musée national d'Iran, anciennement musée archéologique de Téhéran). Des voix du nouveau régime l'accusent d'avoir organisé le vol d'antiquités iraniennes au profit de l'étranger. En fait comme tout collectionneur, il vendait et faisait l'acquisition de pièces sur le marché aussi bien national qu'international, à une époque où la législation iranienne ne punissait pas l'exportation d'antiquités. C'est son père (ancien ambassadeur d'Iran aux États-Unis) qui était plutôt accusé à travers son fils sous le motif d'avoir permis au Metropolitan Museum of Art et aux « financiers juifs » (selon les mots du régime des mollahs), par l'entremise du professeur Pope, d'avoir acquis des pièces inestimables, privant ainsi le patrimoine iranien.
Mohsen Foroughi est libéré le 27 décembre 1982 et meurt d'épuisement quelques mois plus tard. Il est l'époux d'une Française, née Léone Davaud, dont il a deux fils.